# Hieronymus Hirnhaim
Hieronymus Hirnhaim est un philosophe autrichien, né à Troppau (duché de Troppau) le 16 mai 1637 et mort à Hradischt, le 27 août 1679.

## Biographie
Il étudia au gymnase de sa ville natale, entra au Monastère de Strahov de l'Ordre des chanoines réguliers de Prémontré de Prague en 1658, obtint au Norberts Collegium, l'établissement d'instruction de l'ordre, une chaire de théologie, fut nommé docteur en 1667, et en 1670, élu abbé. Aux jésuites, il emprunta leur théorie de la connaissance sensualiste; aux mystiques, à Marcus Marci (Jan Marek Marci), Jean Engel, Comenius (Jan Amos Komenský), leur dédain de la science; aux religieux de son ordre enfin, l'idée qui devait inspirer son grand ouvrage, que l'ennemi de la foi est l'esprit d'investigation, sous toutes ses formes. Toute connaissance nous vient des sens, d'où ne peut venir nulle certitude. Aussi les opinions les plus contraires règnent-elles dans toutes les sciences et dans la théologie même.
Une seule hypothèse trouve grâce devant lui, celle de l'âme du monde. Pour tout le reste, il nous faut « jeter toute notre science dans l'océan de l'éternelle sagesse ». Ces idées, répandues en Bohême, résistèrent longtemps à l'influence de Descartes et de la philosophie scientifique. Elles sont exposées dans un gros pamphlet, aujourd'hui très rare : De Typho generis humani (Prague, 1676,
in-4).